# Ilattia supplex
Ilattia supplex là một loài bướm đêm trong họ Noctuidae.